# Taken by a Stranger

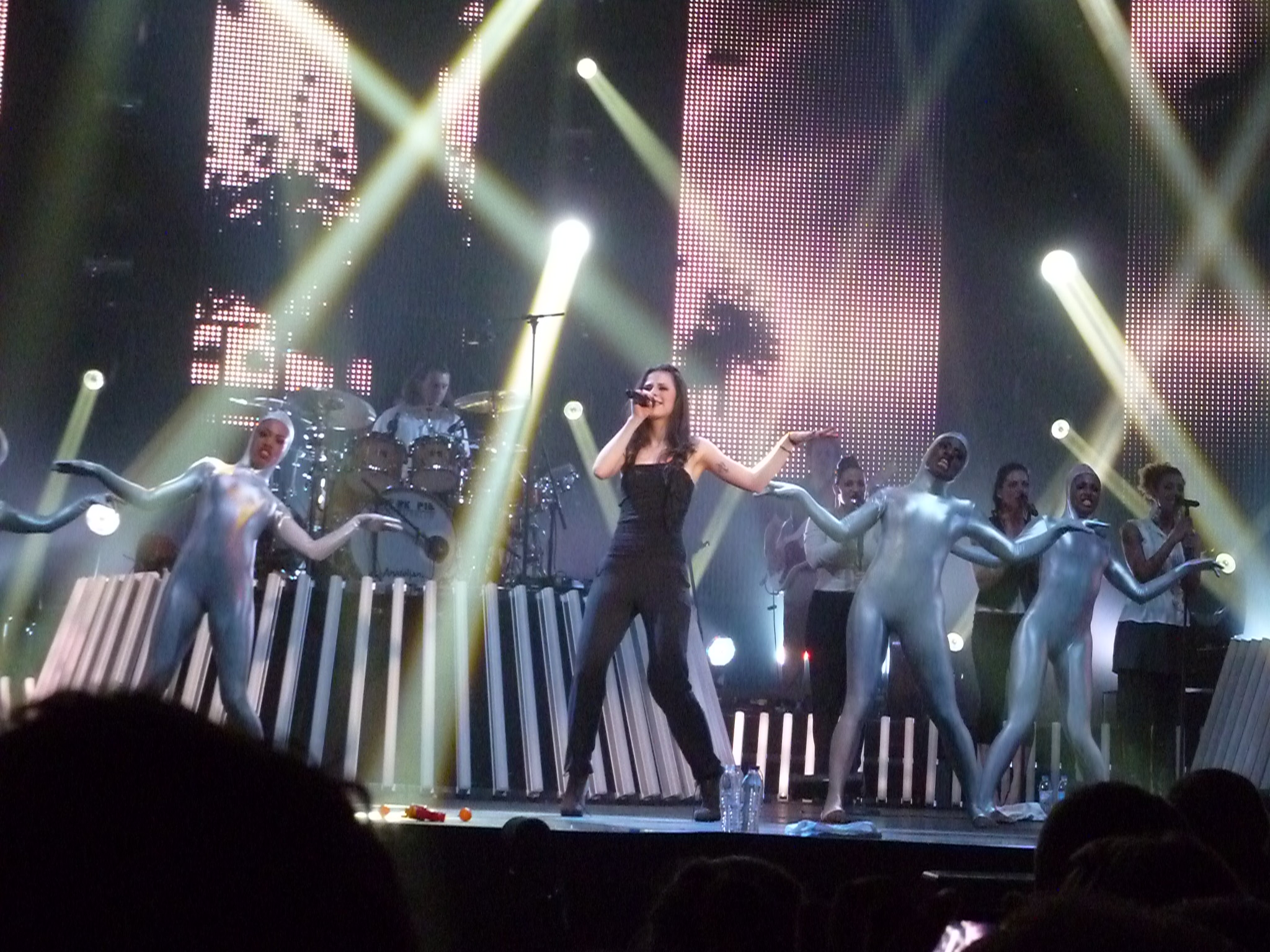
Lena, 2011

Taken by a Stranger (Englisch für „Fasziniert von einem Fremden“) ist ein englischsprachiger Popsong, mit dem Lena beim Eurovision Song Contest am 14. Mai 2011 in Düsseldorf den zehnten Platz erreichte. Er wurde von Gus Seyffert, Nicole Morier und Monica Birkenes geschrieben und von Stefan Raab und Reinhard Schaub für Lenas zweites Studioalbum Good News produziert.

## Entstehungsgeschichte
Der Musiker, Texter und Produzent Gus Seyffert arbeitete bereits mit The Bird and the Bee zusammen. Er lebt und arbeitet in Hollywood. Bei der Entstehung von Taken by a Stranger spielte er einige Akkorde zu einem Beat und sang dazu. Nicole Morier und Monica Birkenes waren mit Ideen und Melodien beteiligt. Innerhalb von anderthalb Tagen konnte der Song aufgenommen werden.
Stefan Raab und Lena suchten Taken by a Stranger und elf weitere aus rund 500 Liedern für die Fernsehshow Unser Song für Deutschland am 18. Februar 2011 aus. In der Show wählten die Zuschauer den Song bei der finalen Stichwahl zum Gewinnerlied und damit zum deutschen Beitrag für den Eurovision Song Contest im eigenen Land. Am 22. Februar 2011 erschien das Lied als Singleauskopplung.

## Musikalischer Stil
Taken by a Stranger steht in der Tonart c-Moll und ist im 4/4-Takt notiert. Das Tempo ist in 160 BPM angegeben.

### Aufbau
Das Lied besteht aus 132 Takten. Nach dem achttaktigen Intro folgt die erste Strophe von gleicher Länge. Die Textzeile „Hey, mind if I take this chair?“ leitet zur zweiten Strophe über. Es folgt der Refrain „Taken by a stranger“, der sechzehn Takte aufweist. Daran schließt die dritte Strophe an. Mit der Textzeile „Can’t help it if you like it cause I won’t be here tomorrow“ beginnt die Überleitung zum Refrain. Danach ist ein sechzehn Takte langes Zwischenspiel eingefügt, worauf die vierte Strophe folgt, nur mit Bass-Drum und ohne Melodieinstrumente. Die Textzeile „Hey, mind if I take this chair?“ leitet hier wieder zum Refrain. Das Lied endet mit vier Takten Outro.
| Intro | 1. Strophe | Überleitung | 2. Strophe | Refrain | 3. Strophe | Überleitung | Refrain | Zwischenspiel | 4. Strophe | Überleitung | Refrain | Outro |
| ----- | ---------- | ----------- | ---------- | ------- | ---------- | ----------- | ------- | ------------- | ---------- | ----------- | ------- | ----- |
| 8     | 8          | 8           | 8          | 16      | 8          | 8           | 16      | 16            | 8          | 8           | 16      | 4     |
|       | A          | B           | A          | C       | A          | B           | C       | D             | A          | B           | C       |       |

Harmonisch bestehen die Strophen aus viertaktigen Perioden, die je nach Bedarf wiederholt werden. Drei Takte lang erklingt dabei nur C5. Im vierten Takt kommt es zu einer Bewegung vom Tonika- zum Septimen-, dann zum Dominant- und schließlich zum Septimenakkord zurück, um so wieder gegebenenfalls von vorne beginnen zu können oder in den Refrain zu leiten. Dieser setzt sich dann sehr stark vom vorher gespielten ab. Er beginnt in der Subdominante und kehrt dann nach zwei Takten zur Tonika zurück. Nach einem Sprung zur Septime wird die Melodie dann über Es zurück nach C geleitet, um dann im letzten Takt wieder den Akkordverlauf des letzten Taktes der Strophenperiode zu durchlaufen.
Die Bridge bringt mit As nicht nur einen neuen Akkord-Grundton, sondern mit G/B eine andere Akkordstruktur; bei diesem Akkord erklingt die Terz statt der Quinte. Auch hier erklingt am Schluss die charakteristische Tonika-Septime-Dominante-Septime-Bewegung.
Charakteristisch für diesen Song ist die Mischung aus der einfachen immer gleichbleibenden sehr sparsamen Grundbegleitung – beispielsweise „4 on the Floor“, „Powerakkorde“ – und eingestreuten Effekten, die Interesse, Aufmerksamkeit und Neugierde im Zuhörer wecken.

## Musikvideo
Das Musikvideo zu Taken by a Stranger wurde erstmals am 24. Februar 2011 im Ersten gezeigt, direkt vor der Tagesschau. Das Video wurde unter der Regie von Wolf Gresenz in Berlin gedreht.
Vom Video gibt es zwei Schnittversionen, die original im Ersten ausgestrahlte Version und eine neuere, etwa eine Woche später auf den Onlineplattformen veröffentlichte Version. In der neuen Schnittversion fehlen Szenen mit den Backgroundtänzern in silbernen Kleidern im letzten Drittel des Videos. Diese Szenen wurden durch weitere Aufnahmen mit Lena ersetzt. Ebenso wurde die CGI-Szene mit einem zerspringenden Spiegel am Videoende nachbearbeitet, so dass Lena nun beim Sprung in den Spiegel auch in jenem erscheint. Außerdem wurde das gesamte Video farbtechnisch bearbeitet. Die offiziellen Onlineversionen wurden mittlerweile alle durch die neue Schnittversion ersetzt. 

## Eurovision Song Contest 2011
| Punkte | Anzahl | Länder |
| ------ | ------ | --- |
| 12     | 00×    | – |
| 10     | 01×    | Österreich |
| 08     | 04×    | Belarus, Dänemark, Lettland, Schweiz |
| 07     | 02×    | Slowenien, Niederlande |
| 06     | 03×    | Island, Italien, Schweden |
| 05     | 02×    | Belgien, Norwegen |
| 04     | 02×    | Griechenland, Polen |
| 03     | 04×    | Bosnien und Herzegowina, Frankreich, Spanien, Türkei |
| 02     | 01×    | Litauen |
| 01     | 01×    | Kroatien |
| 0      | 22×    | Albanien, Armenien, Aserbaidschan, Bulgarien, Zypern, Estland, Mazedonien, Finnland, Georgien, Ungarn, Irland, Israel, Malta, Moldau, Portugal, Rumänien, Russland, San Marino, Serbien, Slowakei, Ukraine, Vereinigtes Königreich |

## Chartplatzierungen
| ChartsChartplatzierungen | Höchstplatzierung | Wochen |
| ------------------------ | ----------------- | ------ |
| Deutschland (GfK)        | 2 (21 Wo.)        | 21     |
| Österreich (Ö3)          | 18 (8 Wo.)        | 8      |
| Schweiz (IFPI)           | 29 (2 Wo.)        | 2      |